# 2000年夏季残疾人奥林匹克运动会芬兰代表团
2000年夏季残疾人奥林匹克运动会芬兰代表团是芬兰派出的2000年夏季残疾人奥林匹克运动会代表团。获得1枚金牌、3枚银牌和6枚铜牌。